# Tour de Morphonou
 (juin 2025).
La tour de Morphonou (grec moderne : πύργος της Μορφωνούς) est une ancienne tour, datant de la période médiévale, située dans la région du Mont Athos, en Grèce.

## Histoire
Historiquement liée à l'ancien monastère avoisinant, dit, « des Amalfitains » (grec moderne : των Αμαλφινών ou των Αμαλφίων), sa construction initiale est estimée aux alentours du Xe-XIe siècle, période de fondation de ce dernier.

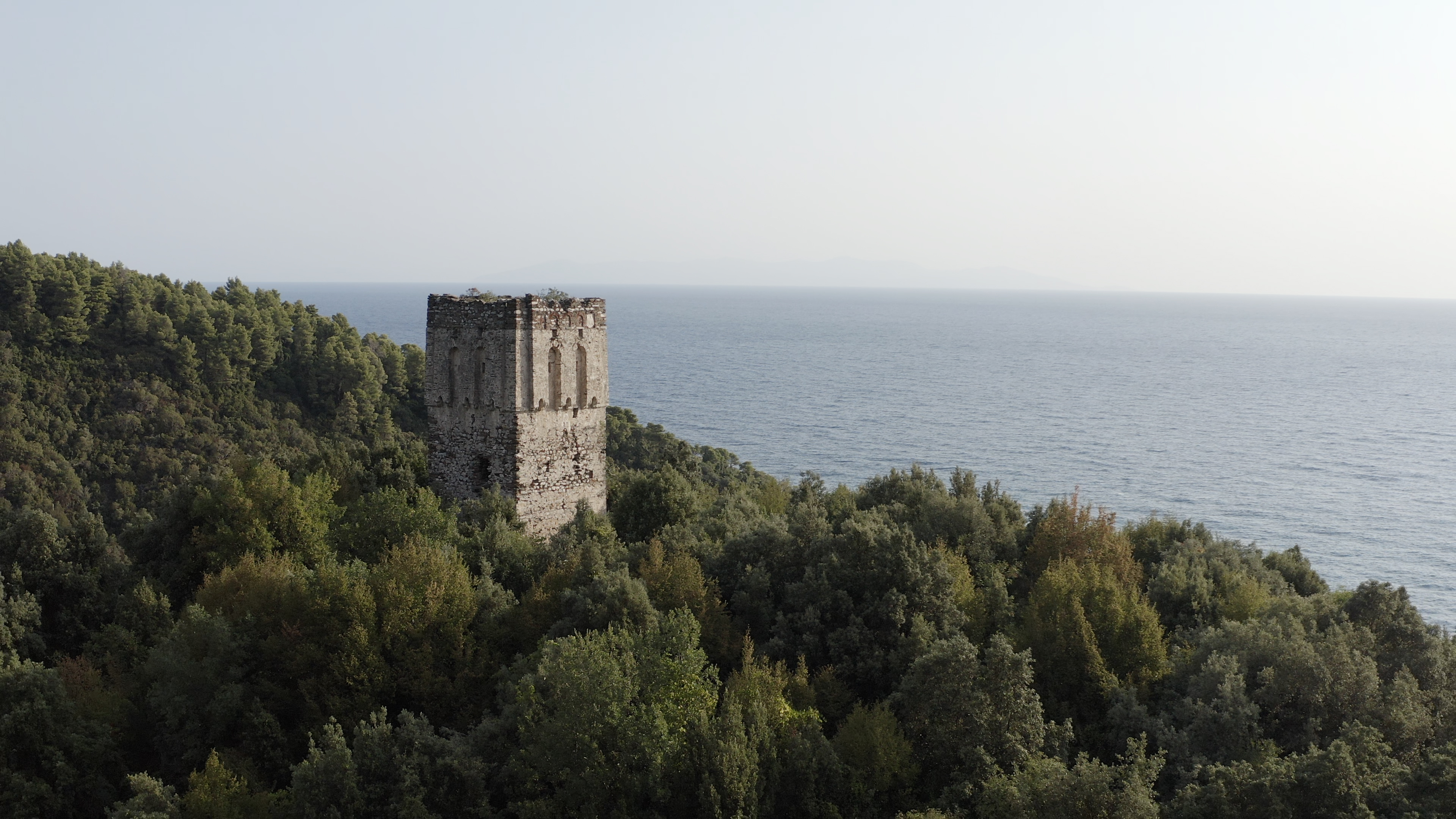
Vue d'ensemble de la tour de Morhonou et de ses environs.

À la suite du déclin progressif de la république d'Amalfi et du pouvoir financier de ses marchands, principaux donateurs du monastère, en parallèle du déclin, également, de l'Empire byzantin, ce dernier est progressivement abandonné, avant de ne cesser définitivement son activité, en conséquence directe de la Quatrième croisade et de la prise de la capitale byzantine de Constantinople, en 1204.
En 1287, en raison de son état d'abandon, l'emplacement du monastère est confié, en tant que métochion, par l'empereur byzantin, Andronic II Paléologue, au monastère avoisinant de la Grande-Laure,, cette dernière continuant à en faire usage de sa tour en raison de ses capacités défensives face aux incursions catalanes ou ottomanes, ainsi que face aux raids pirates.
Renforcée au cour du XVIe siècle, fait attesté par la différence d'architecture, notamment la présence d'imposants contreforts, entre sa base et sa partie haute, la tour est, aujourd'hui, à l'abandon et en état de ruines.,